# 정자형가옥
정자형가옥은 대한민국 충청남도 당진시 합덕읍 대합덕리에 있다. 2005년 8월 29일 당진시의 향토유적 제9호로 지정되었다.

## 개요
건물의 형태가 정자인 것은 우리나라에서 보기 드문 형태로 정자나 왕릉의 제사를 위한 건물인 정자각에서만 드물게 나타나고 있다.